# Amt Rauschenberg
Das Amt Rauschenberg war ein vom 14. Jahrhundert bis 1821 bestehender Verwaltungs- und Gerichtsbezirk der Grafschaft Ziegenhain, der Landgrafschaft Hessen, der Landgrafschaft Hessen-Kassel und des Kurfürstentums Hessen.

## Geschichte
Der Südteil des Amtes war ursprünglich fuldisches Eigentum. Seit 1097 sind die Grafen von Ziegenhain dort als fuldische Stiftsvögte nachweisbar. In den folgenden Jahrhunderten gelang eine Loslösung von Fulda. Ziegenhain verfügte neben der niederen Gerichtsbarkeit, die sich aus den Vogteien herleitete auch in vielen Orten über die Hochgerichtsbarkeit. Im 14. Jahrhundert entwickelte sich so im Rahmen der Territorialisierung ein relativ geschlossenes Amt mit der Stadt Rauschenberg als Mittelpunkt. Zu dem Amt gehörten Ernsthausen, Wambach, Wolferode, Hatzbach, Speckswinkel und Heimersdorf (zur Hälfte) und einigen andere Wüstungen. In Erksdorf verfügte Ziegenhain zwar nicht über die Grundherrschaft wohl aber über die hohe Gerichtsbarkeit. Gleichzeitig war der Graf von Ziegenhain dort fuldischer Vogt. Oberster Beamter von Ziegenhain war der Schultheiß in Rauschenberg.
Auch der Nordteil des Amtes mit dem Mittelpunkt Wohra war ursprünglich fuldisch. 1285 wurde Gottfried von Ziegenhain als Vogt in der Vogtei Wohra genannt. Dazu gehörte neben dem fuldischen Anteil an Wohra auch Rechte in Burghardshausen und Ober- und Unterlagendorf. Daneben bestand auch eine hersfeldische Vogtei Wohra, die im Breviarium sancti Lulli erstmals genannt wird. Diese bestand aus den hersfeldischen Anteil von Wohra, Ober- und Niederlangendorf, Schweinfe und Heimbach. Auch hier war Ziegenhain Vogt. Der hersfeldische Anteil wurde als Afterlehen vergeben und blieb eigenständig. Der fuldische Anteil (der mit der Niedergerichtbarkeit verbunden war) wurde organisatorisch dem Amt Rauschenberg zugeordnet. Das ziegenhainische Gült- und Güterregister von 1358 nennt als Bestandteile des Amtes die Stadt Rauschenberg und die Orte Ernsthausen, Wambach, Wolferode, Hatzbach, Scheckswinkel, Heimersdort (zur Hälfte) mit hoher und niedriger Gerichtsbarkeit, Erksdorf mit der hohen und Langendorf und Wohra mit der niedrigen Gerichtsbarkeit sowie das Vogteirecht in Schwarzenborn.
Im 13. Jahrhundert kommen noch Himmelsberg und Zitrichshausen hinzu, dafür gehen Heimersdorf und Schwarzenborn verloren. Im Salbuch von 1570 werden zusätzlich noch Josbach und Albshausen als Amtsorte geführt. Josbach war vorher dem Amt Gemünden an der Wohra zugeordnet. Damit hatte das Amt seinen endgültigen Umfang gefunden.
In den Quellen finden sich darüber hinaus noch Amtsorte die heute Wüstungen sind: Bartenhausen, Hittelndorf, Hundorf, Hundsbach, Krummelbach, Niedlingen, Schmaleichen und Zitrichshausen.
1450 starben die Grafen von Ziegenhain im Mannesstamm aus und das Amt Rauschenberg fiel an die Landgrafschaft Hessen. Bei der Teilung der Landgrafschaft kam das Amt zur Landgrafschaft Hessen-Kassel und bestand dort bis zur Auflösung 1806. Im Königreich Westphalen wurde das Amt aufgelöst und stattdessen der Kanton Rauschenberg gebildet. 1813 ging das Königreich Westphalen und das Amt Rauschenberg wurde im Kurfürstentum Hessen neu gebildet. 1821/22 erfolgte in Kurhessen die Trennung der Rechtsprechung von der Verwaltung. Das Amt Rauschenberg wurde aufgehoben. Seine Gerichtsfunktion ging an das neue Justizamt Rauschenberg, die Verwaltungsfunktion an den Kreis Kirchhain.

## Beamte
Oberste Beamte des Amtes waren Rentmeister. Lediglich 1501 bis 1510 ist mit Volpert von Dersch ein Amtmann genannt.
Die Rentmeister waren:
- Schuchwert (1488 bis 1489)
- Werner (1489 bis 1490)
- Reichard (1502)
- Reinhard von Eller (1506)
- Baltharsar von Weithershausen (1554 bis 1579)
- Heinrich Marckolff (1585 bis 1613)
- Nikolaus Dönches (1622)
- Nikolaus Dornheck (1630 bis 1631)
- Karl Engel (vor 1646)
- Carl Dornheck (1646, 1656 bis 1666)
- Johann Jeremias Blanckenheim (1666 bis 1685)
- Becker (1686 bis 1690)
- Kraut (1724)
- Stieglitz (1740 bis 1744)
- Stamm (1787 bis 1793)

Daneben gab es einen Schultheißen in Rauschenberg.